# Alain Serpaggi
Alain Serpaggi (ur. 13 września 1938 roku w Antananarywie) – francuski kierowca wyścigowy.

## Kariera
Serpaggi rozpoczął karierę w międzynarodowych wyścigach samochodowych w 1969 roku od startów w Formule France, gdzie odniósł jedno zwycięstwo. Z dorobkiem 43 punktów został sklasyfikowany na siódmej pozycji w klasyfikacji generalnej. W późniejszych latach Francuz pojawiał się także w stawce Francuskiej Formuły Renault, Brytyjskiej Formuły 3 BARC Forward Trust, 24-godzinnego wyścigu Le Mans, Włoskiej Formuły 3, Brytyjskiej Formuły 3 B.R.S.C.C. John Player, European 2-litre Sports Car Championship for Makes, Europejskiej Formuły 2, Renault Alpine V6 Europe oraz World Sports-Prototype Championship.
W Europejskiej Formule 2 Francuz wystartował w sześciu wyścigach sezonu 1974 z francuską ekipą Ecurie Elf. Nie zdobywał jednak punktów.